# Vuelo 52 de Avianca
El vuelo 52 de Avianca era un vuelo programado desde Bogotá (Colombia) a Nueva York (Estados Unidos), vía Medellín, que se accidentó el jueves 25 de enero de 1990 a las 21:34 (UTC-5). El Boeing 707 que cubría esta ruta se quedó sin combustible en su camino al aeropuerto Internacional John F. Kennedy por lo que terminó chocando contra una colina en Cove Neck (condado de Nassau), en la costa norte de Long Island; resultando en la muerte de ocho de los nueve miembros de la tripulación y 65 de los 149 pasajeros a bordo. 
Según el informe de la Junta Nacional de Seguridad del Transporte (NTSB), la tripulación no declaró de manera adecuada la emergencia respecto al combustible, no utilizó un correcto sistema de despacho de control operacional, la administración inadecuada de flujo de tráfico por parte de la Administración Federal de Aviación y la falta de terminología comprensible estandarizada para pilotos y controladores para estados de combustible mínimo y de emergencia provocó que los controladores aéreos subestimasen la gravedad de la situación.
El vuelo salió de Medellín con combustible más que suficiente para el viaje y avanzó hacia el JFK con normalidad. Mientras estaba en ruta, el vuelo se colocó en tres patrones de espera. Debido a la mala comunicación entre la tripulación aérea y los controladores de tráfico aéreo, así como a una gestión inadecuada de la carga de combustible por parte de los pilotos, el vuelo se volvió críticamente bajo en combustible. Esta grave situación no fue reconocida como una emergencia por los controladores debido a que los pilotos no usaron la palabra "emergencia". El vuelo intentó aterrizar en el aeropuerto JFK, pero el mal tiempo, junto con la mala comunicación y la gestión inadecuada de la aeronave, obligaron a abortar e intentar dar la vuelta. El vuelo se quedó sin combustible antes de poder realizar un segundo intento de aterrizaje. El avión se estrelló aproximadamente a 32 km (20 millas) del aeropuerto JFK.
Cientos de personal de emergencia respondieron al lugar del accidente y ayudaron a salvar a las víctimas. Muchos de los que sobrevivieron resultaron gravemente heridos y necesitaron meses o años para recuperarse físicamente. Los investigadores de la NTSB analizaron varios factores que contribuyeron al accidente. Las fallas de la tripulación de vuelo se citaron como la causa probable del accidente, pero el clima, el desempeño de los controladores de tráfico aéreo y la gestión del tráfico de la FAA también se citaron como contribuyentes a los eventos que llevaron al accidente. Esta conclusión fue controvertida, con desacuerdo entre investigadores, pasajeros y Avianca sobre quién era el responsable final. Finalmente, el gobierno de los EE. UU. se unió a Avianca y acordó pagar los daños a las víctimas y sus familias. El accidente ha sido retratado en una variedad de medios.

## Antecedentes

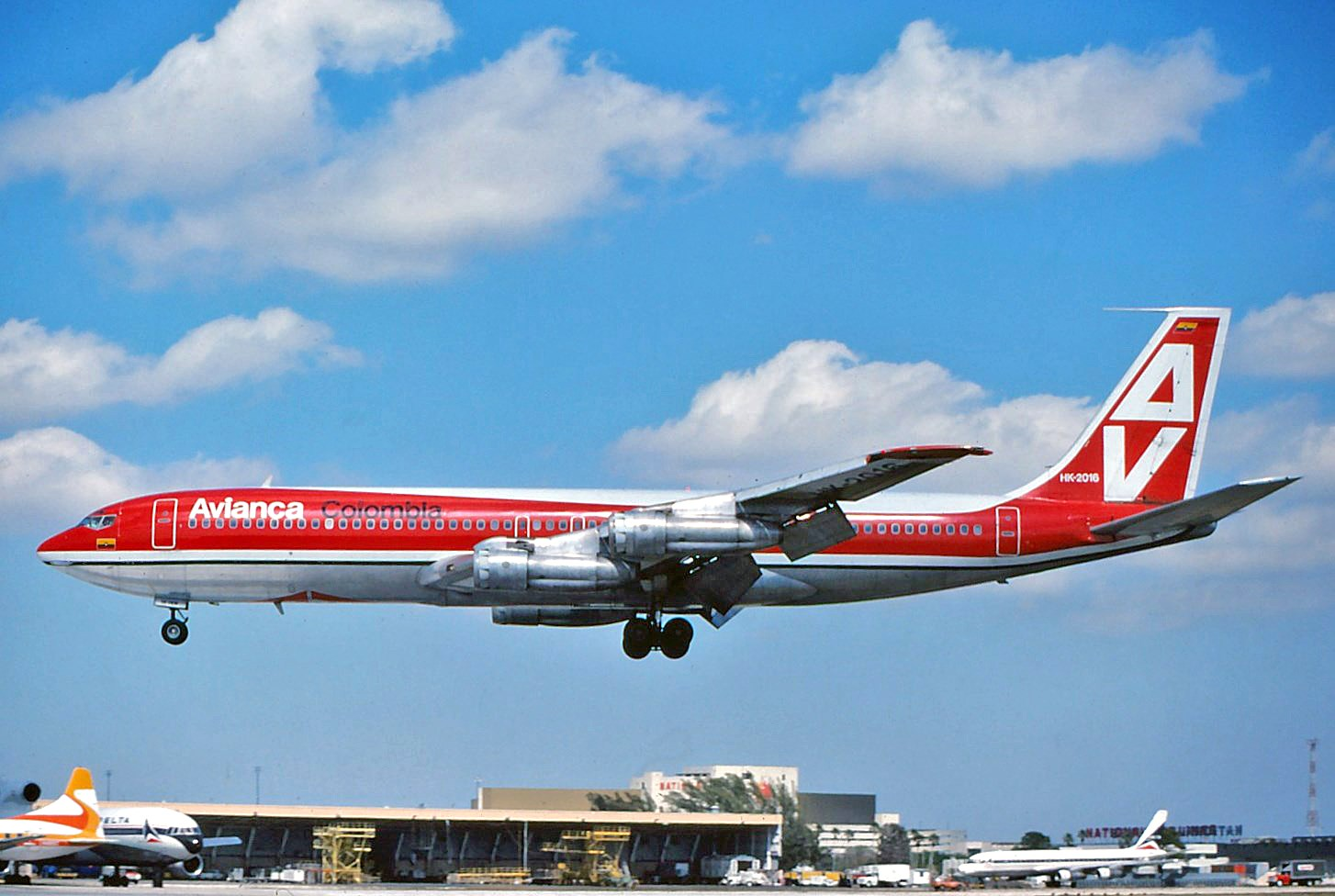
El avión involucrado en el accidente, en 1978. Al fondo se ve un Lockheed L-1011 Tristar y un Douglas DC-8 de Delta Airlines.

La aeronave del vuelo 052 era un Boeing 707-321B de 22 años y 5 meses con matrícula HK 2016,: 21  fue construida en junio de 1967 y había sido propiedad de Pan Am hasta 1977. En el momento del impacto, el avión contaba con más de 61 000 horas de vuelo, se encontraba equipada con cuatro motores JT3D modificados con hush kits para reducir la contaminación acústica.: 21  El personal de la aerolínea informó de que se tuvo en cuenta una cantidad extra de 5% en combustible debido a los hush kits además del 5% adicional debido a la edad del avión.: 22  Adicionalmente, el equipo de mantenimiento había observado problemas recurrentes relacionados con el piloto automático, incluyendo la función de mantenimiento de altitud.: 66 
En cuanto al vuelo, estaba tripulado por nueve personas: tres tripulantes técnicos, 2 pilotos y un ingeniero de vuelo, y seis auxiliares de vuelo.: 14  Los tres primeros eran el capitán Laureano Caviedes, de 51 años; el copiloto Mauricio Klotz, de 28; y el ingeniero de vuelo Matías Moyano, de 45.: 14–18  Caviedes llevaba trabajando en Avianca más de 27 años y contaba con unas 16 000 horas de vuelo, incluyendo más de 1 500 en el 707, y 478 horas de vuelo nocturno en el mismo avión, sin registro alguno de accidentes. Klotz llevaba tres años en la compañía, con 1 837 horas de vuelo, y estaba a bordo del 707 desde el mes de octubre anterior, contando con 64 horas de vuelo en él, incluyendo 13 nocturnas.: 14–18  Moyano, por su parte, llevaba 23 años en Avianca, con 10 000 horas de vuelo, incluyendo 3 000 en el 707, 1 000 de ellas nocturnas.: 14–18 

## Los últimos minutos del Vuelo 052

Diagrama explicativo del impacto.

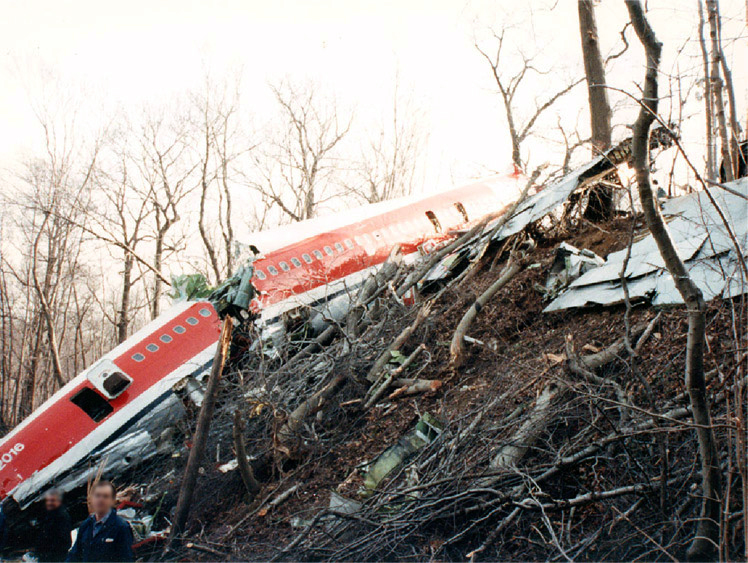
Parte del fuselaje del avión.

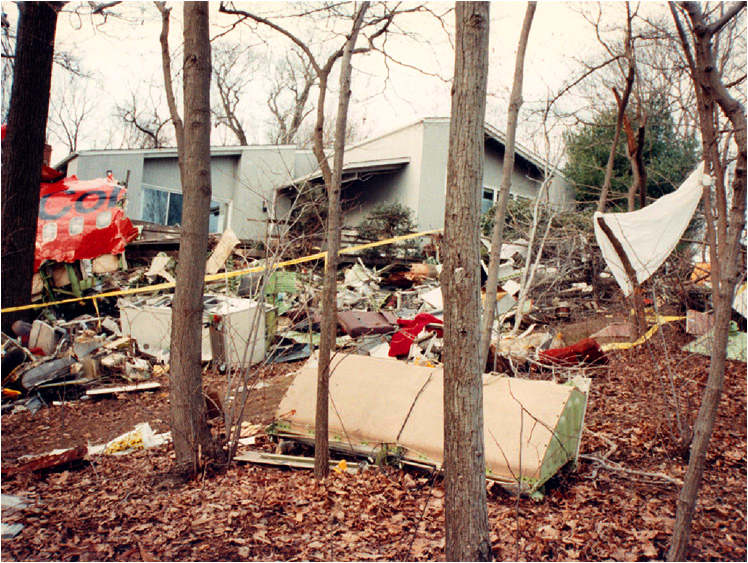
Restos cercanos a una casa.

El 25 de enero de 1990 el vuelo 052 estuvo sobrevolando Nueva York durante más de una hora debido al tiempo atmosférico adverso que dificultaba las operaciones en el aeropuerto JFK. Durante este tiempo la aeronave acabó sus reservas de combustible; que le habrían permitido desviarse a Boston en caso de emergencia.
77 minutos después de entrar en espera, el control aéreo preguntó a la tripulación cuánto tiempo podrían seguir volando, a lo que el primer oficial respondió "...about five minutes." (...cerca de cinco minutos.). El primer oficial notificó entonces que Boston ya no era una opción porque el avión no se podría mantener por mucho en el aire. Dicho esto el controlador aéreo habilitó la aproximación a la pista 22L.
Al comenzar la aproximación ILS el vuelo 52 encontró vientos cruzados a una altitud de 500 pies (150 metros), los cuales casi provocan la caída del avión cerca de la pista y la pérdida de la aproximación. El control aéreo informó de estos vientos a 1500 pies (450 metros). Para este momento, el avión no tenía suficiente combustible para intentar otra aproximación. 
La tripulación alertó al controlador aéreo del problema "We're running out of fuel, sir." (Nos estamos quedando sin combustible, señor.). El controlador le pidió a la tripulación que elevaran la aeronave a lo que el primer oficial respondió "No, sir, we're running out of fuel." (No, señor, nos estamos quedando sin combustible.)
Momentos después, el motor cuatro se apagó y poco después hicieron lo mismo los otros tres. Ahora, sin la fuente de energía principal y solo con la batería, los sistemas no esenciales se apagaron y la cabina se sumergió en la oscuridad. Sin los motores, el avión planeó poco a poco hacia el pueblo de Cove Neck a 24 kilómetros del aeropuerto.
La aeronave chocó en una colina y se partió en dos. El impacto arrojó la cabina hacia un edificio cercano. Debido a la carencia de combustible, el avión no estalló ni se incendió, lo cual ayudó a salvar muchas vidas. Murieron 73 personas y 85 sobrevivieron.

## Rescate
El rescate de Vuelo 052 fue muy difícil, puesto que los restos de la aeronave quedaron en una zona de difícil acceso. La oscuridad de la noche y las condiciones meteorológicas solo empeoraron la labor.

## Investigación

Mapa de asientos en vuelo 052, los asientos que están de color negro fueron ocupados por las personas que murieron

La Junta Nacional de Seguridad del Transporte (NTSB) intentó inculpar del accidente como un error del piloto, debido a que la tripulación nunca comunicó la emergencia usando la palabra inglesa -"emergency"- por bajos niveles de combustible como lo determinan las directrices de la IATA, la tripulación aparentemente usó la palabra-"priority". 
La tripulación fue informada de una aproximación "prioritaria", que, debido a las diferencias entre inglés y español, pudo ser interpretada como una emergencia por los pilotos hispanoparlantes, pero no por los controladores angloparlantes. Las cajas negras fueron extraídas y se encontró que la caja que debía grabar los detalles del ordenador de vuelo había sido instalada de forma defectuosa, salvándose solo los datos de la caja que grababa las voces de la cabina.
El informar con las palabras inadecuadas pudo haber causado un malentendido entre los pilotos y el control aéreo cuando éste confirmó el estatus de prioritario. Algunos miembros de la NTSB manifestaron que el controlador aéreo fue negligente por no informar a la tripulación de los últimos datos de vientos cruzados o cizalladuras, lo que hubiera alertado al piloto de dificultades a la hora de aterrizar. Justo en el momento de la emergencia, había cambio de turno entre los controladores; por tanto las maniobras de aproximación tuvieron que ser rehechas perdiéndose un tiempo precioso y vital para el vuelo 052.
Avianca demandó a la FAA por la negligencia y errores de los controladores aéreos. La FAA respondió que la tripulación no informó de la emergencia con el combustible hasta pocos momentos antes del choque, y que nunca informó de la cantidad de combustible restante al pedir aterrizaje prioritario, haciendo imposible para el control aéreo establecer la gravedad del problema. En el momento del impacto solo quedaban unos cuantos litros de Combustible en los tanques.
También se determinó que la tripulación no atendió la recomendación de desviarse a Boston, aún habiendo estado en espera más de 45 minutos. Después de algunas deliberaciones, la FAA pagó el 40% de las indemnizaciones a pasajeros y familiares; el resto fue costeado por Avianca.

## Filmografía
El accidente fue presentado en el programa de televisión canadiense Mayday: catástrofes aéreas, titulado «Perdidos sobre Nueva York».

## Galería

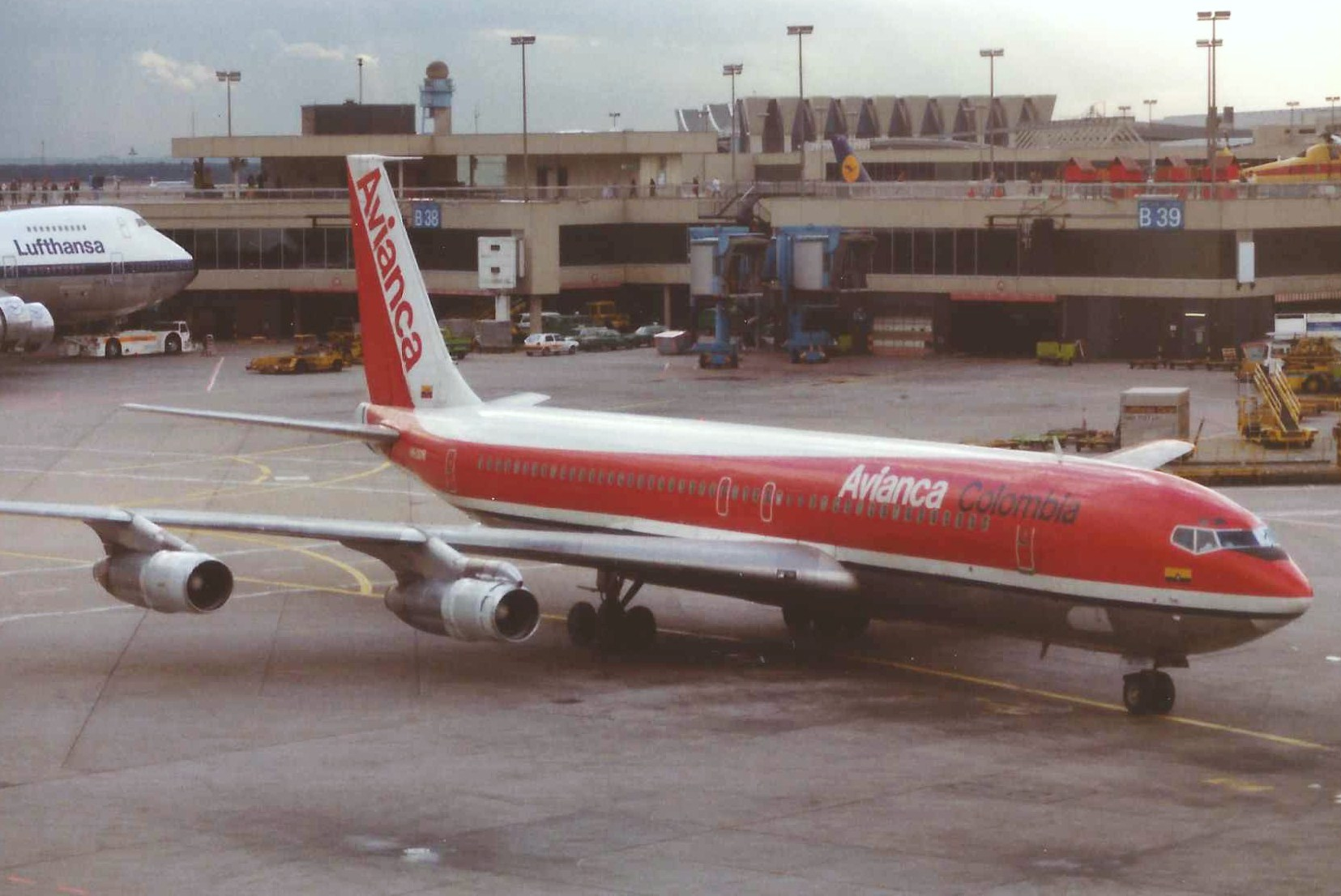
El avion involucrado en el accidente en octubre de 1989. Al fondo a la izquierda se ve un Boeing 747 operado por Lufthansa.
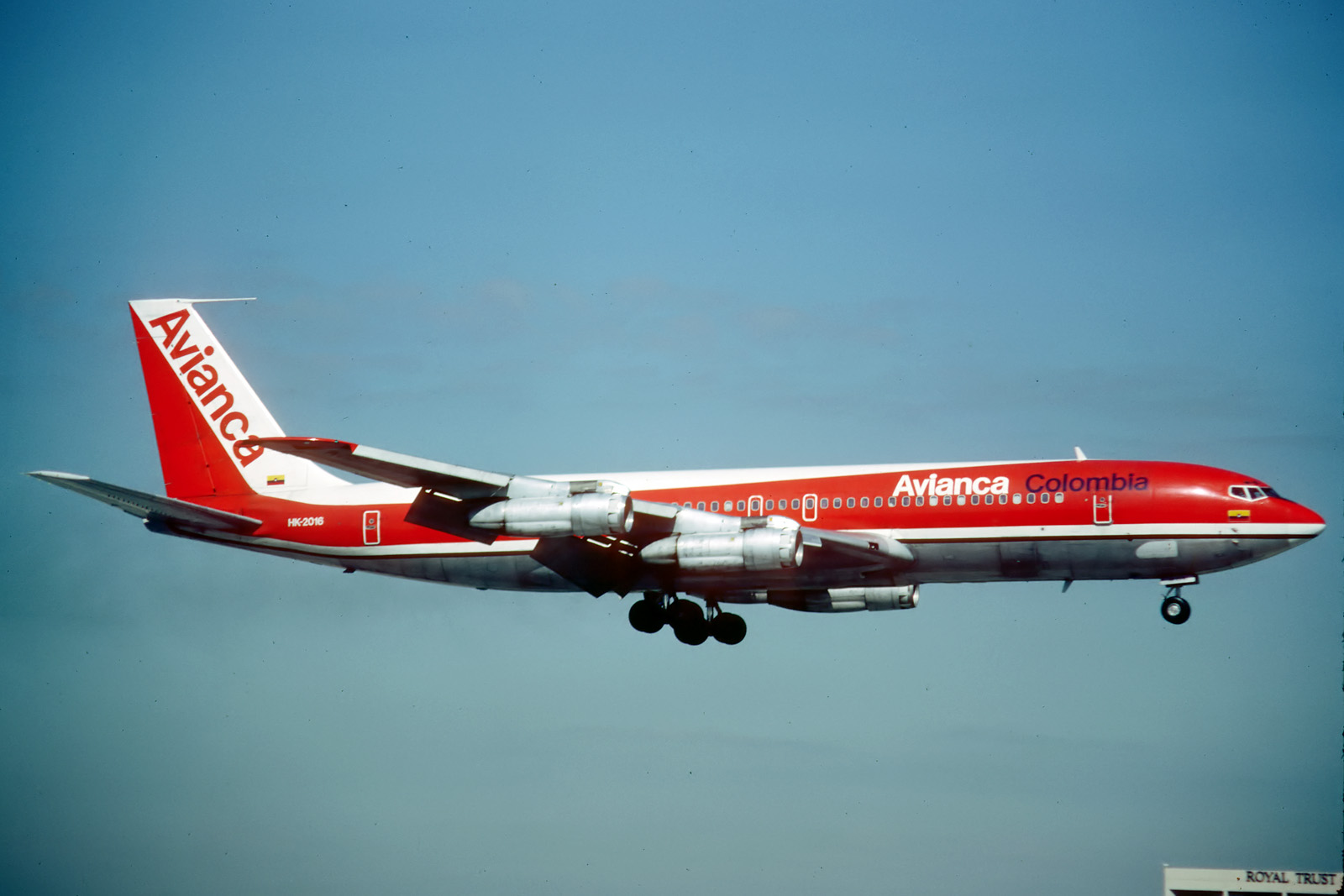
El avión involucrado en el accidente.